# Velik Kapsazov
Velik Kapsazov (né le 15 avril 1935 à Assénovgrad et mort le 27 mars 2017) est un gymnaste artistique bulgare. 
Il participe à trois éditions des Jeux olympiques (1956, 1960 et 1964).
Lors des Jeux olympiques d'été de 1960, il décroche la médaille de bronze aux anneaux. Cette médaille est la première médaille remportée en gymnastique pour la Bulgarie.

## Palmarès

### Jeux olympiques
- Jeux olympiques de 1960 à Rome,  Italie
  -  Médaille de bronze